# イッツ商タイム
『イッツ商タイム』（いっつしょうたいむ）は、2006年10月7日から2007年3月26日までのナイターオフに放送されていたMBSラジオの番組である。
プロデューサーは元アナウンサーの金指誠が担当している。

## 放送時間
- 毎週土曜日 19:30-20:00

## 出演者
- 大月勇（毎日放送アナウンサー）
- 加藤司（大阪市立大学大学院経営学科教授）
- 政田マリ

## コーナー
商タイムニュース
商店街会報のニュース等を伝える。大月アナと政田マリが交互に伝え、加藤司が解説する。
商都プログラム
独自の視点で大阪の商業界や商店街等を取材時録音の再生も交え、「まち」に活気を呼び込む方策と課題をレポートする。
看板娘招待
商店街で話題の看板娘を紹介するゲストコーナー。
ジェニー（銭）カムバック
銭の呼び名をジェニーと変え、なかなか回ってこないマネーへの不満を、リスナーにギャグにして笑い飛ばしてもらう。